# San José de la Montaña (Guanajuato)
San José de la Montaña es una localidad del estado mexicano de Guanajuato. Es parte del municipio de Salamanca.

## Demografía
| Gráfica de evolución demográfica |
|                                  |

| Censo | Población |
| ----- | --------- |
| 1960  | 100       |
| 1970  | 277       |
| 1980  | 395       |
| 1990  | 768       |
| 2000  | 1 019     |
| 2010  | 1 222     |
| 2020  | 1 440     |